# يحيى السراج
يحيى رشدي علي السراج (وُلد في 24 فبراير 1962 في غزة –)، أستاذ جامعي ورئيس بلدية غزة. متزوج ولديه سبعة أبناء.

## حياته
أنهى دراسة المراحل الأساسية والثانوية في مدارس الإمام الشافعي والزيتون وفلسطين في غزة، ثم انتقل إلى نابلس لإتمام درجة البكالوريوس من جامعة النجاح الوطنية، وحصل على درجة الماجستير من جامعة ليدز البريطانية، ودرجة الدكتوراه من جامعة برادفورد عام 1995، حتى أصبح أستاذًا مشاركًا في هندسة الطرق والمواصلات.

## حياته العملية
شغل السراج عدة مناصب أكاديمية في قطاع غزة منها:
- (2012-2003) رئيس الكلية الجامعية للعلوم التطبيقية بغزة.
- (2011-2010) نائب رئيس الجامعة الإسلامية بغزة.
- (2011-2010) رئيس لقسم الهندسة المدنية في الجامعة الإسلامية بغزة.
- (2011-2010) استشاري في إدارة المشاريع وتقييم المؤسسات وهندسة المرور والدراسات البيئية، والبنية التحتية.
- (2014) شغل منصب نائب رئيس الشؤون الخارجية في الجامعة الإسلامية بغزة.
- (2019) يشغل منصب رئيس مجلس أمناء الكلية الجامعية للعلوم التطبيقية في غزة، وعمل في لجنة مشتركة تعالج القضايا المالية في جامعات غزة.
- (2019) رئيس بلدية مدينة غزة.
- (2021) ساهم في أطلاق حملة "سنعيد بنائه" لإصلاح الأضرار التي خلفتها الحرب.[11][12][13][14]
- استشاريًا في عدة مشاريع مع مؤسسات محلية ودولية منها البنك الدولي والبنك الإسلامي للتنمية ومؤسسة التعاون الألماني ومؤسسة التنمية الفرنسية ومؤسسة إنقاذ الطفل.
- عمل عضوًا في العديد من المؤسسات المهنية والعامة، مثل:[15][16][17][18][19][20][21][22]

1. عضو لجنة الوفاق والمصالحة الوطنية.
2. عضو اللجنة الشعبية لمواجهة الحصار.
3. عضو مجلس استشاري لعدد من المؤسسات الدولية والأهلية.
4. عضو مؤسس في جمعية نطوف للبيئة وتنمية المجتمع.
5. عضو نقابة المهندسين الفلسطينيين في قطاع غزة.
6. عضو مجلس إدارة فرع غزة في نقابة المهندسين (1998–2007).
7. أدرج اسمه في سجل من هو الدوليWho’s Who International Societyعام 2002.
8. مؤسس موقع إلكتروني متخصص بإحصائيات ودراسات الطرق والمواصلات بفلسطين.

## اختياره لرئاسة بلدية غزة
توافقت نخب وشرائح مجتمعية في مدينة غزة، على اختيار السراج لتولي منصب رئاسة بلدية غزة، خلال لقاء "البيت المفتوح" عام 2019. أعلن في مراسم استلام وتسليم المجلس البلدي عن سياسته الجديدة في العمل وأهداف المجلس البلدي التي تتمثل في 4 محاور رئيسة، وهي: ترتيب البيت الداخلي، تفعيل وتطوير مراكز البلدية الثقافية، تسهيل الإجراءات على المواطنين، الاستثمار وتنمية أملاك البلدية.